# Norberto Puzzolo

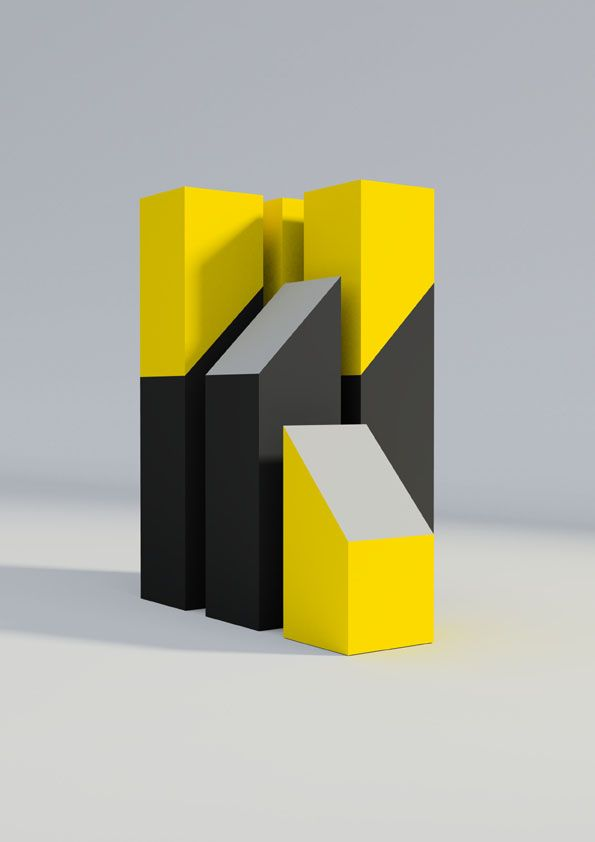
Struktura I (1967), dřevo, syntetika

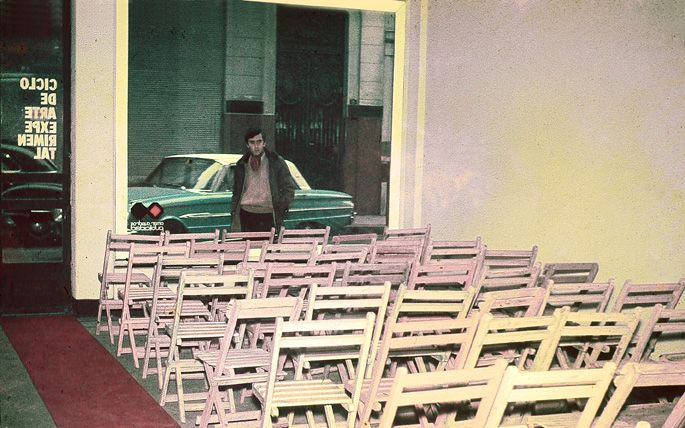
Cyklus experimentálního umění (1968)

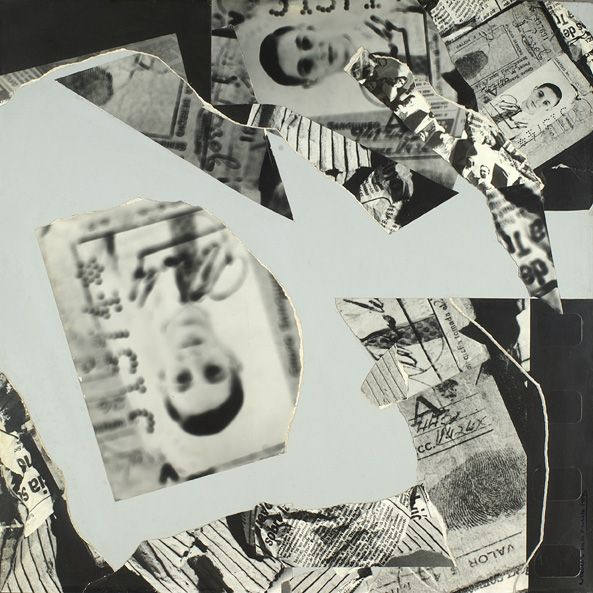
Serie Nunca Más III (1984)

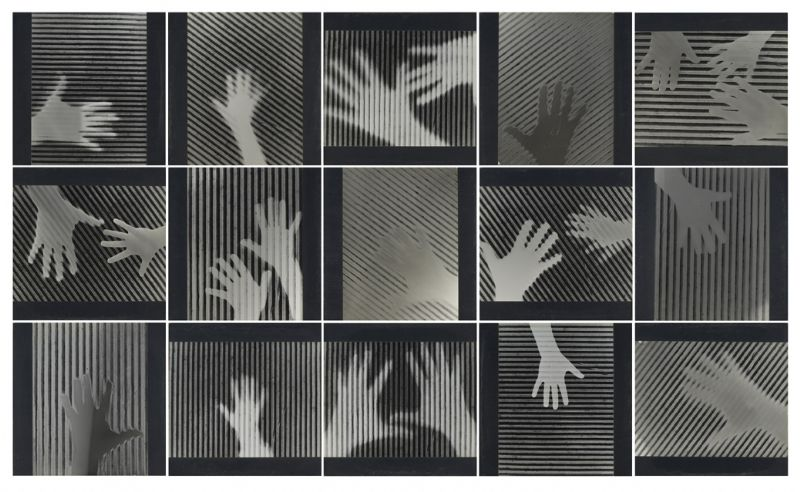
Ruce (1985)

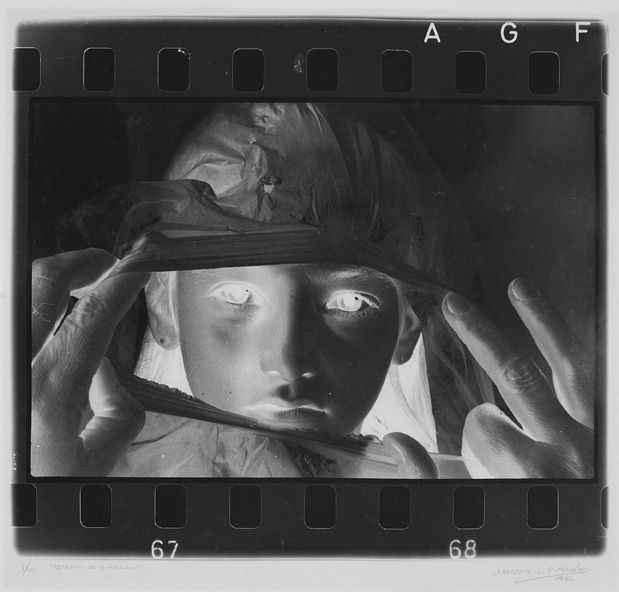
Portrét Barbary (1986)

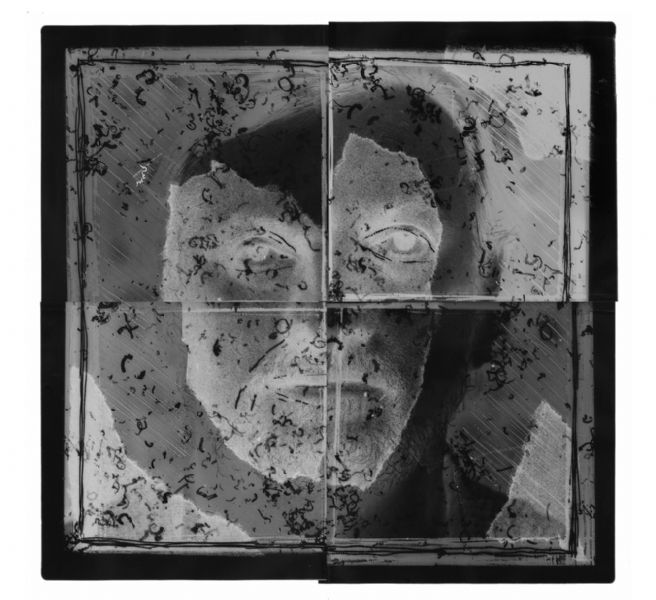
S/T II (1993)

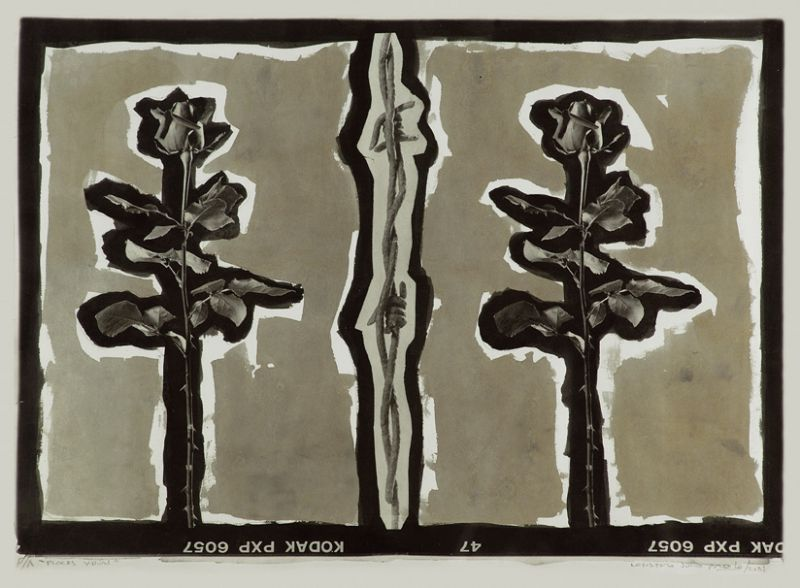
Květiny a bodce(2001)

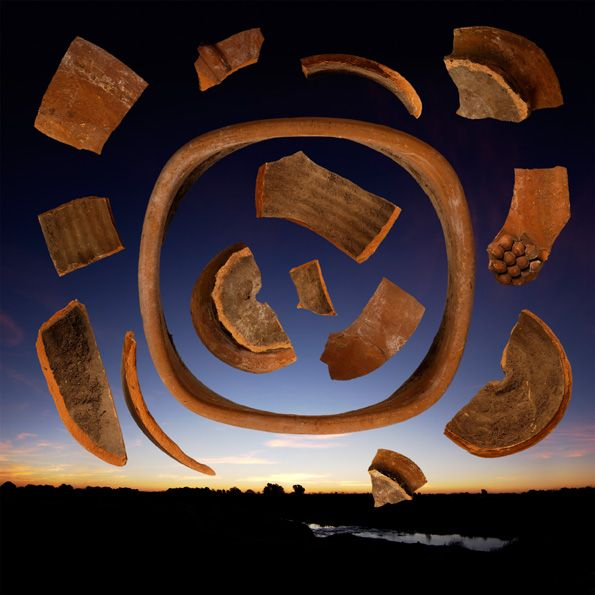
Cielito Argentino con fragmentos (2002)

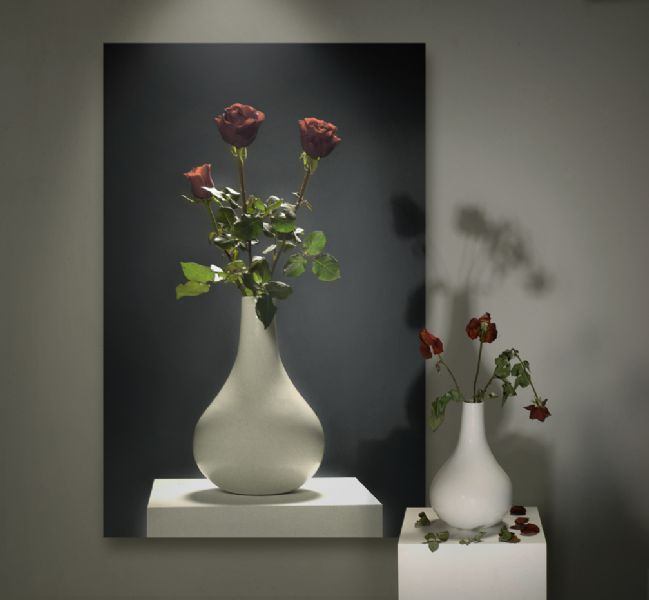
Smrt referenta II (2004)

Norberto Julio Puzzolo (* Rosario, Argentina, 26. července 1948) je argentinský umělec a fotograf.

## Život a dílo
Studoval kreslení a malbu v dílně mistra Juana Grela a jedním z jeho učitelů byl malíř Anselmo Piccoli. Od roku 1966 vystavoval samostatně i kolektivně v různých galeriích, muzeích a institucích v rámci své země i v zahraničí. Jeho práce jsou zastoupeny v různých institucích a soukromých sbírkách v tuzemsku i v zahraničí. Mimo jiné jsou to například: Art Institute of Chicago, USA – sbírka Cualla Gabriel, Valencia, Španělsko – Národní muzeum výtvarných umění, Buenos Aires, Argentina – Museo de Bellas Artes, Juan B. Castagnino, Rosario, Argentina.
Pracoval jako fotožurnalista a jako ilustrátor v redakci, ilustroval řadu výtvarných knih. Vyučuje fotografii na vysoké škole Instituto Superior de Educación Técnica Nº 18 v provincii Santa Fe. Získal celou řadu ocenění a vítězství. Tvoří a žije v Rosariu.

## Výstavy
Výběr důležitých výstav:
- 1966 – Galería El Taller – Rosario.
- 1966 – Galería Carrillo – Rosario.
- 1967 – Galería "El Galpón" – Santa Fe.
- 1967 – "Semana del Arte Avanzado en la Argentina" – Buenos Aires.
- 1967 – "Rosario 67" – Museo de Arte Moderno – Buenos Aires.
- 1967 – "Rosario 67" – Museo de Arte Moderno – Montevideo Uruguay.
- 1967 – "Estructuras primarias lI" – Sociedad Hebraica Argentina – Buenos Aires.
- 1967 – "Pintura Actual de Rosario" – Colección I. SIullitel. Museo J. B. Castagnino. Rosario.
- 1967 – "Pintura Actual de Rosario" – Colección I. SIullitel. Museo Rosa Galisteo de Rodríguez – Santa Fe.
- 1967 – "La juventud disconforme" – Facultad de Medicina – Buenos Aires.
- 1967 – "OPNI" Galería Quartier – Rosario.
- 1968 – "El Arte por el Aire" – Museo de Arte Moderno, en los salones del Hotel Provincial de Mar del Plata.
- 1968 – Muestra individual "Ciclo de Arte Experimental" – Auspiciado por el Instituto Di Tella – Rosario.
- 1968 – Realización colectiva "Tucumán Arde" – CGT de los Argentinos – Rosario, Buenos Aires.
- 1975 – Muestra individual "Fotografías" – Galería KRASS Artes Gráficas – Rosario.
- 1978 – "13 Pintores y un Fotógrafo" – Banco de Galicia – Rosario.
- 1980 – "5ta. Muestra de la Fotografía Publicitaria" CAYC – Buenos Aires.
- 1981 – Muestra individual "Los pintores de mi archivo" – Galería KRASS – Rosario.
- 1981 – "6ta. Muestra de la Fotografía Publicitaria" – CAYC – Buenos Aires
- 1982 – "ARTEDER 82" Muestra Internacional de Obra Gráfica – Bilbao, España.
- 1982 – Muestra individual "Fotografías" – Galería Miró – Rosario.
- 1982 – "7ma. Muestra de Fotografía Publicitaria" – Gieso – Buenos Aires.
- 1982 – " El día y la noche en la obra de 10 artistas" – Galería Miró – Rosario.
- 1983 – Muestra individual "Fotografías" – Galería KRASS – Rosario.
- 1984 – "1966-1968 Arte de Vanguardia en Rosario" – Organizada por APA en el Museo Municipal de Bellas Artes "Juan B. Castagnino" – Rosario.
- 1984 – "8va. Muestra de la Fotografía Publicitaria" – Centro Cultural Ciudad de Buenos Aires.
- 1984 – Muestra individual "Fotografías 1984" – Galería Miró – Rosario.
- 1985 – Muestra individual " A partir de la fotografía" – Museo Municipal de Bellas Artes "Juan B. Castagnino" – Rosario.
- 1986 – Muestra individual – Galería KRASS – Rosario.
- 1986 – Bienal Latinoamericana de Arte Sobre Papel – Salas Nacionales de Exposición – Buenos Aires.
- 1987 – Muestra temática: "La Naturaleza Muerta" – Museo Municipal "Firma y Odilo Estévez" – Rosario.
- 1987 – "Poeta y Artistas" – Sala Augusto Schiavoni. Subsecretaría de Cultura de la Municipalidad de Rosario. Centro Cultural Bernardino Rivadavia – Rosario.
- 1987 – Muestra Individual – Museo Municipal de Arte Decorativo "Firma y Odilo Estévez" – Rosario.
- 1987 – Muestra temática "El paisaje" – Museo Estévez – Rosario.
- 1988 – Muestra individual – Museo Provincial de Artes Visuales Rosa Galisteo de Rodríguez – Santa Fe.
- 1989 – "Siete Gráficos Argentinos" – Galería Brita Prinz. – Madrid. España.
- 1989 – "Siete Gráficos Argentinos" – Galería Brita Prinz. – Burgos. España.
- 1989 – "Homenaje a Van Gogh" – Museo Municipal "Firma y Odilo Estévez". Rosario.
- 1991 – "Rosario Künstler und ihre stadt" – Commerzbank Frankfurt. – Alemania.
- 1991 – "Rosario Video" – Museo Estévez – Rosario.
- 1992 – "Imágenes de Fotógrafos e Ilustradores Argentinos" – Museo de Arte Moderno – Buenos Aires.
- 1993 – Muestra individual retrospectiva "1983 - 1993 Obra Fotográfica" – Galerías del Centro Cultural Parque de España – Rosario.
- 1993 – "Imágenes de Fotógrafos e Ilustradores Argentinos" – Museo de Arte Moderno – Buenos Aires.
- 1994 – "El Objeto de los 90" – Museo Municipal de Artes Plásticas Juan B. Castagnino – Rosario
- 1995 – "Fotógrafos Santafesinos Hoy" – Centro Cultural – Santa Fe.
- 1995 – Centro de Expresiones Contemporáneas – Rosario.
- 1996 – "Artistas Rosarinos por la Paz" Museo Castagnino – Rosario.
- 1999 – "Arte Acción - Tucumán Arde" Museo de Arte Moderno de Buenos Aires.
- 1999 – "Global Conceptualism: Points of origin. 1950s-1980s" América Latina "Tucumán Arde" Rosario Group. Curadora: Maricarmen Ramírez. Queens Museum of Art, New York. USA.
- 1999 – "En Medio de los Medios" "Tucumán Arde" Curadora: María José Herrera. Buenos Aires.
- 2000 – “Dos fotógrafos Argentinos” Schneider Gallery, Inc. – Chicago USA.
- 2000 – “Fotógrafos y Pintores de siglo XXI” Muestra Itinerante del Museo Nacional de Bellas Artes – Argentina.
- 2000 – “Crossing the Line” Art Institute of Chicago – Chicago USA.
- 2000 – “Colección de Arte Contemporáneo de Rosario” Museo Juan B. Castagnino – Rosario.
- 2000 – “Ausencias y Presencias” Fotógrafos Santafesinos en la Alianza Francesa – XI Encuentros Abiertos de Fotografía – Buenos Aires.
- 2000 – Muestra individual el la Sala Trillas del Teatro “El Círculo” – Rosario.
- 2001 – Muestra individual retrospectiva en la Fotogalería del Teatro San Martín – Buenos Aires.
- 2001 – Muestra individual en la Alianza Francesa de Buenos Aires – Buenos Aires.
- 2002 – “Fotógrafos Santafesinos Contemporáneos” Donación de obras al MNBA – Museo de la Ciudad, Carcarañá, Sta. Fe.
- 2002 – “Imaginación y Cultura del Siglo XX: La Fotografía” Colección del Museo Nacional de Bellas Artes – Buenos Aires.
- 2002 – Muestra individual en el Museo Provincial de Bellas Artes Rosa Galisteo de Rodríguez – Santa Fe.
- 2002 – Muestra “4 fotógrafos Rosarinos” Galería Arte Privado – Rosario.
- 2002 – Muestra individual “Fotografía Digital 2002” Galería Arte x Arte – Buenos Aires
- 2002 – Muestra individual en el Museo de Bellas Artes de Paraná – Entre Ríos
- 2002 – Arte y Política en los´60
- 2002 – Bienal de Bs.As. Museo Nacional de Bellas Artes – Buenos Aires.
- 2003 – ARCO, Galería Arte x Arte, Madrid – España.
- 2003 – Muestra Individual en el Museo Nacional de Bellas Artes – Buenos Aires.
- 2004 – "La Sociedad de los Artistas" – Museo Castagnino – Rosario.
- 2008 – "Elegía" – Centro de Expresiones Contemporáneas – Rosario.

## Velké výstavy
- Arte Acción - Tucumán Arde, Museo de Arte Moderno – Buenos Aires (1999).
- Global Conceptualism: Points of origin. 1950s-1980s, América Latina “Tucumán Arde” Rosario Group. Curadora: Maricarmen Ramírez. Queens Museum of Art, New York – EEUU.
- En Medio de los Medios, Tucumán Arde – Curadora: María José Herrera – MNBA – Buenos Aires.
- Global Conceptualism: Points of origin. 1950s-1980s, América Latina “Tucumán Arde” Rosario Group. Curadora: Maricarmen Ramírez. Walker Art Center – EEUU (2000).
- Heterotopías: medio siglo sin lugar (1916–1968),Museo Nacional Reina Sofía – Madrid – España.
- Arte y política en los 60, Salas Nacionales de Exposición – Buenos Aires (2002).
- Schritte zur Flucht von der Arbeit zum Tun, Museum Ludwig – Colonia – Alemania (2004).
- La sociedad de los artistas, Museo Castagnino – Rosario.